# Castellot de Marcovau
El Castellot de Marcovau és una obra del municipi de Foradada (Noguera) protegida com a bé cultural d'interès local.

## Descripció
L'anomenat Castellot de Marcovau es troba al vessant nord del turó que ocupa el petit nucli de Marcovau. Es tracta d'un gran casal de planta quadrada d'aproximadament 12 m de costat i que consta de dues plantes i golfes. Afronta amb el carrer Major al nord, la plaça del castell a l'oest, amb una casa que s'hi adossa al sud i amb un pati i el carrer de Sant Joan a l'est. La teulada és a doble vessant amb el carener en sentit nord-sud i ràfec disposat en dos nivells de teula i maó. La teulada de teules ha estat substituïda per una coberta de planxes de zinc.
La meitat inferior de la façana est, actualment mig amagada per una mena de porxo de pilars de ciment i coberta metàl·lica, està feta amb aparell de pedra sorrenca desbastada de diverses mides lligada amb morter de calç. A partir del primer pis està feta amb maçoneria de morter encofrada. En aquest primer pis hi ha, a part d'una finestra quadrada a l'esquerra, dos balcons rectangulars amb plataformes de pedra motllurada en la part central. Al nivell corresponent a les golfes només hi ha una petita finestreta quadrada a la banda esquerra.
La façana nord està totalment arrebossada amb morter de calç i presenta dues petites obertures rectangulars a l'alçada de la primera planta, dues finestres rectangulars a la zona central, sense guardar cap simetria, i dues obertures rectangulars més a l'alçada de les golfes.

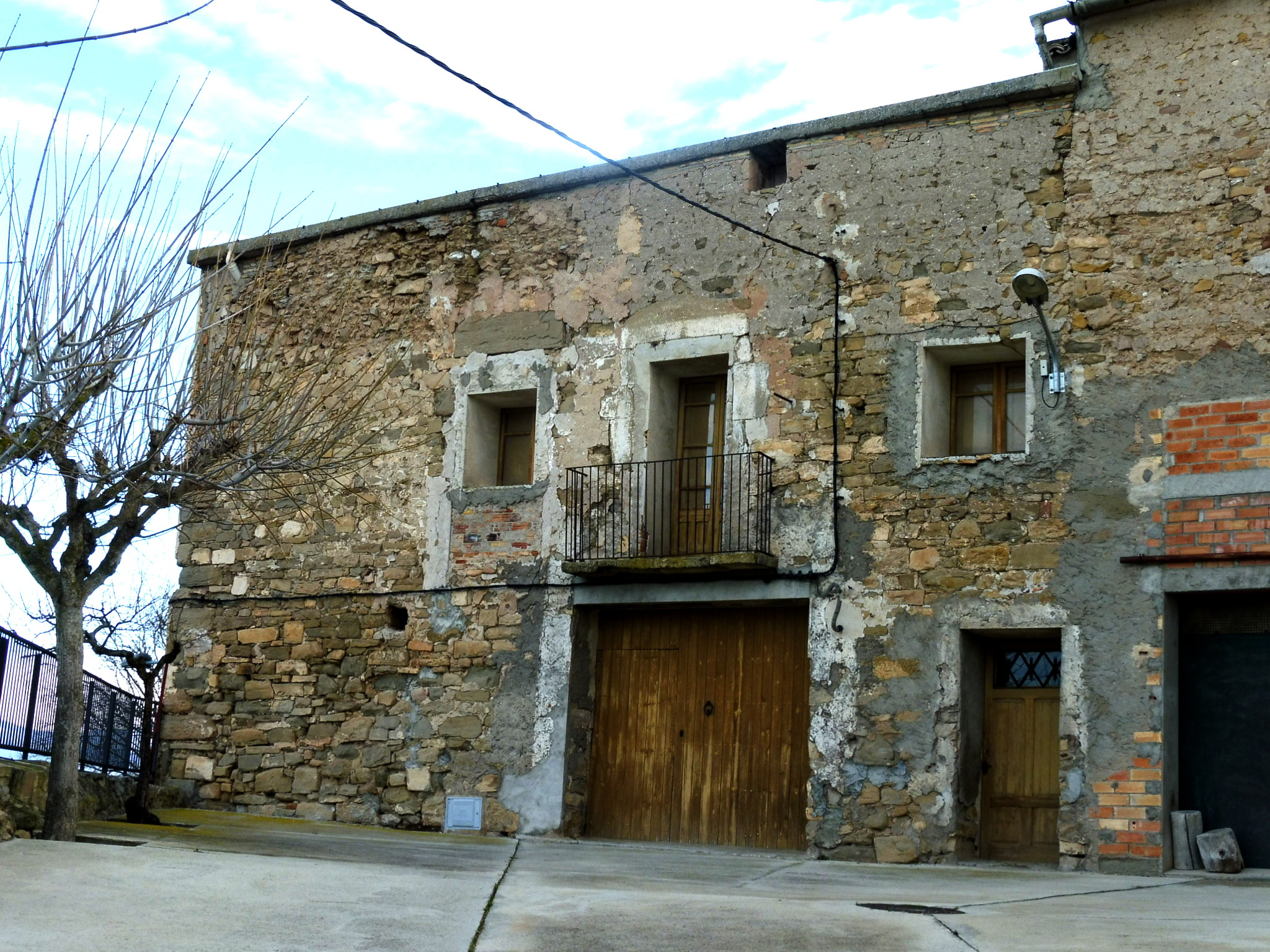
Façana de ponent

La façana de ponent està feta majoritàriament amb aparell irregular de pedra desbastada lligada amb morter de calç, excepte la zona superior dreta que està refeta o reparada amb maó. Conté dues portes a l'alçada de la planta baixa, la de la dreta com a accés principal a l'habitatge i la central, més ampla, com a accés a un garatge. Totes dues són senzillament rectangulars i en els marcs es nota que han estat refetes. A la primera planta s'obre un balcó sobre la porta del garatge i una finestra a cada banda. La de la banda esquerra consistia originalment en un balcó al qual es va construir un ampit amb maó. No hi ha cap mena d'ornament.
La imponent presència d'aquest casal, que es creu que va assumir la funció defensiva quan el castell fou enderrocat, propicià que fos anomenat 'castellot'. Actualment la seva funció és de masia, destinada en part a l'habitatge i en part a l'explotació agropecuària.